# Ethan Page
Julian Logan Micevski (Stoney Creek, Ontario, 20 de septiembre de 1989), conocido como Ethan Page, es un luchador profesional canadiense. Actualmente trabaja para la empresa estadounidense WWE, donde se presenta en la marca NXT. Anteriormente compitió en All Elite Wrestling y en el circuito independiente, principalmente para Alpha-1 Wrestling, Impact Wrestling, y Pro Wrestling Guerrilla. Actualmente es el Campeón Norteamericano de NXT en su primer reinado.
Entre sus logros fue una vez Campeón de NXT, dos veces Campeón Mundial en Parejas de Impact, una vez Campeón en Parejas de PWG con Josh Alexander como Monster Mafia/The North y el único Campeón en Parejas de Evolve con ACH como Troll Boyz.

## Carrera

### Inicios
Micevski comenzó su entrenamiento profesional de lucha bajo la tutela de Rip Impact y Ernie Moore en 2006. Afirmó que no aprendió mucho durante este tiempo, sino que obtuvo la mayor parte de su experiencia temprana en la carretera mientras viajaba con Michael Elgin, quien él acredita como su mentor.
Hizo su debut profesional en la lucha libre el 12 de noviembre de 2006 en un evento de la Pure Wrestling Association en Brantford, Ontario como Julian Logan en un Fatal 4-Way Match. Page, Sean Cassidy y Alex York perdieron ante Indy Soldier.

### Circuito independiente (2006-presente)
El 30 de diciembre de 2013; Page y Elgin como Men of the Year (MOTY) derrotaron a Kung Fu Manchu (Louis Lyndon y Marion Fontaine) y a Zero Gravity (Brett Gakiya y CJ Esparza) para capturar el Campeonato en Parejas de AAW en "One Twisted Christmas".
Comenzó a luchar por Evolve en 2014. En Evolve 84, se enfrentó a Zack Sabre Jr. por el Campeonato de Evolve en el que llegó a la final perdió.
Durante el verano de 2017, Page se unió a ACH como Troll Boyz. El 22 de septiembre en Evolve 92; Troll Boyz derrotó a los Lethal Enforcers (Anthony Henry y James Drake) para ganar el Campeonato en Parejas de Evolve. El 23 de septiembre en Evolve 93; los Troll Boyz perdieron los títulos ante Doom Patrol (Chris Dickinson y Jaka). El 28 de septiembre, a través de un correo electrónico filtrado, se reveló que ya no está con Evolve ya que no creían que valiera la pena traerlo para un par de luchas individuales sin rivalidad.
El 22 de mayo de 2015, Pro Wrestling Guerrilla celebró su torneo anual de una noche de Dynamite Duumvirate Tag Team Title Tournament (DDT4). Monster Mafia (Ethan y Josh Alexander) derrotó a World's Cutest Tag Team (Joey Ryan & Candice LeRae) en la primera ronda, ganando el Campeonato Mundial en Parejas de PWG. Monster Mafia se eliminó del torneo y perdió los títulos ante los Beaver Boys (Alex Reynolds y John Silver) en la segunda ronda.

### Ring of Honor (2014)
Page trabajó varios luchas en Ring of Honor en 2014 como Ethan Gabriel Owens. El 18 de abril; derrotó a Zizou Middoux en una lucha de Future of Honor. El 25 de abril, en un encuentro grabado para ROH TV, fue derrotado por Silas Young. El 6 de junio; la primera noche de Road to the Best in the World se llevó a cabo en Carbondale, Illinois; fue derrotado por Tommaso Ciampa. El 7 de junio; la segunda noche de Road to Best in the World se llevó a cabo en Collinsville, Illinois. Derrotó a Zizou Middoux en la lucha inaugural.

### Impact Wrestling (2017-2021)
A finales de 2017, Micevski debutó en Impact Wrestling, interpretando a un personaje llamado Chandler Park, quien es el primo de la historia de Joseph Park. Chandler Park derrotó a Jon Bolen en su primera lucha con la compañía. Después de ser destruido por Kongo Kong como parte de su feudo con Abyss a principios de 2018, Micevski sería retirado de TV y redebuta en octubre usando el nombre como Ethan Page al interferir en un combate entre Matt Sydal y Rich Swann. Swann el partido y se alinea con Sydal.
El 16 de octubre en el episodio de Impact!, Page hizo su debut en una lucha individual donde derrotó a Trevor Lee. En Bound for Glory, Page y Sydal perdieron a Rich Swann y Willie Mack. El 1 de noviembre en el episodio de Impact!, Page y Sydal perdieron ante The Latin American Xchange. El 6 de diciembre en el episodio de Impact!, Page derrotó a Sydal en un combate clasificatoria de Ultimate X Match- El 3 de enero en el episodio de Impact!, Page, Sydal y Ohio Versus Everything perdió a Swann, Willie Mack y The Rascalz. En Homecoming, Page no pudo ganar el combate Ultimate X como lo ganó Rich Swann.
Sin embargo, fue renovado su contrato el 1 de enero de 2021.

### All Elite Wrestling (2021-2023)
El 7 de marzo de 2021, Page debutó en Revolution como el participante misterioso en el combate de escaleras The Face of the Revolution en un siendo derrotado por Scorpio Sky.

### WWE (2024-presente)
El 28 de mayo de 2024, Page debutó en NXT atacando a Trick Williams y revelándose como la persona que atacó semanas atrás a Noam Dar y Oro Mensah. El 7 de julio en NXT Heatwave, Page se enfrentó a Trick Williams, Je'Von Evans y Shawn Spears en una lucha fatal de cuatro por el Campeonato de NXT, en la que resultó victorioso luego de tomar el pinfall tras caer sobre Evans después de que este recibiera un Trick Shot aplicado por Williams, estableciendo un récord como el ganador de dicho campeonato en el tiempo más rápido (40 días) después de su debut. Con esta victoria, Page proclamó que su reinado sería conocido como la «Era del Ego».

## Campeonatos y logros
- Alpha-1 Wrestling
  - A1 Alpha Male Championship (1 vez)
  - A1 Outer Limits Championship (1 vez)
  - A1 Outer Limits Championship Tournament (2017)
  - A1 Tag Team Championship (2 veces) - con Gavin Quinn (1) y Cody Rhodes (1)

- All American Wrestling
  - AAW Heavyweight Championship (1 vez)
  - AAW Tag Team Championship (1 vez) – con Michael Elgin

- Absolute Intense Wrestling
  - AIW Absolute Championship (3 veces)
  - JT Lightning Invitational Tournament (2013)

- Black Label Pro
  - BLP Heavyweight Championship (1 vez)
  - Deathproof Fight Club
  - DFC Championship (1 vez)

- Extreme Wrestling League Show
  - EWLS Extreme Championship

- Evolve
  - Evolve Tag Team Championship (1 vez) - con ACH

- Fringe Pro Wrestling
  - FPW Redline Championship (1 vez)
  - FPW Tag Team Championship (1 vez) - con Josh Alexander

- Impact Wrestling
  - Impact World Tag Team Championship (2 veces) – con Josh Alexander
  - IMPACT Year End Awards (2 veces)
    - Tag Team of the Year (2019, 2020) – con Josh Alexander[17]

- Infinity Wrestling
  - GCW-NS Tag Team Championship (1 vez) - con Joey Kings

- Insane Wrestling League
  - IWL Tag Team Championship (1 vez) - con Josh Alexander

- Pro Wrestling Battle Arts
  - Battle Arts Openweight Championship (1 vez)

- Pro Wrestling Guerrilla
  - PWG World Tag Team Championship (1 vez) – con Josh Alexander

- Southside Wrestling Entertainment
  - SWE World Heavyweight Championship (1 vez)

- Union of Independent Professional Wrestlers
  - King of Toronto (2013)
  - UNION Heavyweight Championship (1 vez)
  - UNION Tag Team Championship (1 vez) – con Joey Kings

- WWE
  - NXT Championship (1 vez)
  - NXT North American Championship (1 vez, actual)

- Xcite Wrestling
  - Xcite International Heavyweight Championship (1 vez)

- Pro Wrestling Illustrated
  - Situado en el Nº350 en los PWI 500 de 2009[18]
  - Situado en el Nº483 en los PWI 500 de 2011[19]
  - Situado en el Nº371 en los PWI 500 de 2013[20]
  - Situado en el Nº358 en los PWI 500 de 2014[21]
  - Situado en el Nº305 en los PWI 500 de 2015[22]
  - Situado en el Nº307 en los PWI 500 de 2016[23]
  - Situado en el Nº182 en los PWI 500 de 2017[24]
  - Situado en el Nº260 en los PWI 500 de 2018[25]